# 랑페르
랑페르(L'Enfer, Hell)는 일본에서 제작된 다니스 타노비치 감독의 2005년 영화이다. 엠마누엘 베아르 등이 주연으로 출연하였고 마크 바셰트 등이 제작에 참여하였다.

## 출연

### 주연
- 엠마누엘 베아르
- 카린 비아르
- 마리 질랭

### 조연
- 기욤 까네
- 자크 갬블랭

## 제작진
- 미술: 엘리네 보네토
- 배역: 피에르-자크 베니초우